# Давлетова Людмила Єльматівна
Людмила Єльматівна Давлетова (нар. 18 вересня 1940, селище Комсомольський Фрунзенської області, тепер Чуйської області, Киргизстан) — радянська діячка, секретар ЦК КП Казахстану, голова Державного комітету з легкої промисловості при Держплані СРСР — міністр СРСР. Депутат Верховної ради Казахської РСР 10—11-го скликань. Член ЦК КПРС у 1990—1991 роках. 

## Життєпис
Народилася в родині службовця. 
У 1957 році — робітниця племінного радгоспу «Аламедін» Кагановицького (Соколуцького) району Фрунзенської області Киргизької РСР.
У 1957—1958 роках — робітниця на будівництві швейної фабрики імені 40 років Жовтня в місті Фрунзе. У 1958—1959 роках — учениця швачки швейної фабрики імені 40 років Жовтня в місті Фрунзе Киргизької РСР.
У 1959—1964 роках — студентка Ташкентського текстильного інституту, інженер-технолог швейного виробництва.
У 1964—1971 роках — технолог, начальник зміни, старший інженер, начальник відділу з підготовки кадрів, начальник розкрійного цеху, начальник відділу кадрів, заступник директора з кадрів на швейній фабриці імені 1 Травня в місті Алма-Аті.
Член КПРС з 1968 року.
У 1971—1973 роках — секретар республіканського профспілкового комітету робітників текстильної та легкої промисловості Казахської РСР.
У 1973—1982 роках — директор Алма-Атинського виробничого швейного об'єднання імені 1 травня.
У 1982—1983 роках — заступник міністра легкої промисловості Казахської РСР.
У 1983 році — завідувач відділу легкої та харчової промисловості ЦК КП Казахстану. У 1983—1986 роках — завідувач відділу легкої промисловості та товарів народного споживання ЦК КП Казахстану.
3 липня 1986 — 12 вересня 1989 року — секретар ЦК КП Казахстану. З 1988 по 12 вересня 1989 року — голова комісії ЦК КП Казахстану з питань соціально-економічного розвитку.
У 1988 році закінчила Академію суспільних наук при ЦК КПРС.
17 липня 1989 — 26 грудня 1990 року — голова Державного комітету з легкої промисловості при Держплані СРСР — міністр СРСР.
У 1991 році — голова громадської організації «Рослегпром».
У січні 1992 — вересні 1998 року — президент Міжнародного союзу виробників товарів легкої промисловості.
З вересня 1998 року — на пенсії.

## Нагороди
- орден Трудового Червоного Прапора
- орден «Знак Пошани»
- медалі